# Transportujuća ATPaza gvožđe-helata
Transportujuća ATPaza gvožđe-helata (EC 3.6.3.34) je enzim sa sistematskim imenom ATP fosfohidrolaza (import gvožđe-helata). Ovaj enzim katalizuje sledeću hemijsku reakciju
ATP + 2O + gvožđe helatout {\displaystyle \rightleftharpoons } ADP + fosfat + gvožđe helatin
Ova ATPaza ABC-tipa je karakteristična po prisustvu dva slična ATP-vezujuća domena.

## Literatura
- Nicholas C. Price; Lewis Stevens (1999). Fundamentals of Enzymology: The Cell and Molecular Biology of Catalytic Proteins (Third изд.). USA: Oxford University Press. ISBN 019850229X.
- Eric J. Toone (2006). Advances in Enzymology and Related Areas of Molecular Biology, Protein Evolution (Volume 75 изд.). Wiley-Interscience. ISBN 0471205036.
- Branden C; Tooze J. Introduction to Protein Structure. New York, NY: Garland Publishing. ISBN 0-8153-2305-0.
- Irwin H. Segel. Enzyme Kinetics: Behavior and Analysis of Rapid Equilibrium and Steady-State Enzyme Systems (Book 44 изд.). Wiley Classics Library. ISBN 0471303097.
- William P. Jencks (1987). Catalysis in Chemistry and Enzymology. Dover Publications. ISBN 0486654605.

## Spoljašnje veze
- Iron-chelate-transporting+ATPase на 